# Carlos Alberto Barreto
Carlos Alberto Barreto Bequis (...) è un ex calciatore colombiano, di ruolo centrocampista.

## Carriera

### Club
Nel corso della sua carriera, Barreto fu prevalentemente una riserva dell'Unión Magdalena; debuttò in massima serie nella stagione 1980. Nel campionato 1981 fu impiegato con maggiore continuità, superando le 20 presenze in stagione e riuscendo a giocare diversi incontri da titolare. Nel 1982 il numero di partite da lui giocate diminuì; nel 1983 passò metà campionato all'Unión Magdalena e poi, a giugno, fu ceduto al Cúcuta, con cui disputò le restanti partite. Nel 1984 non giocò in prima divisione; vi ritornò nel 1985, con la maglia del Deportes Quindío.